# Хронометраж
Хронометраж (англ. time-study, нім. Zeitmessung f) – один з головних засобів вивчення витрат часу на виконання елементів виробничих операцій.
ХРОНОМЕТРАЖ ОПЕРАЦІЙ – вивчення витрат часу виконання циклічних операцій з метою раціонального виконання та отримання вихідних даних для розробки інструкційно-технологічних карт. При необхідності детального вивчення окремих операцій застосовують фотохронометраж.
ФОТОХРОНОМЕТРАЖ – один з головних засобів вивчення затрат робочого часу на виконання окремих елементів виробничої операції.